# 小埃姆舍河

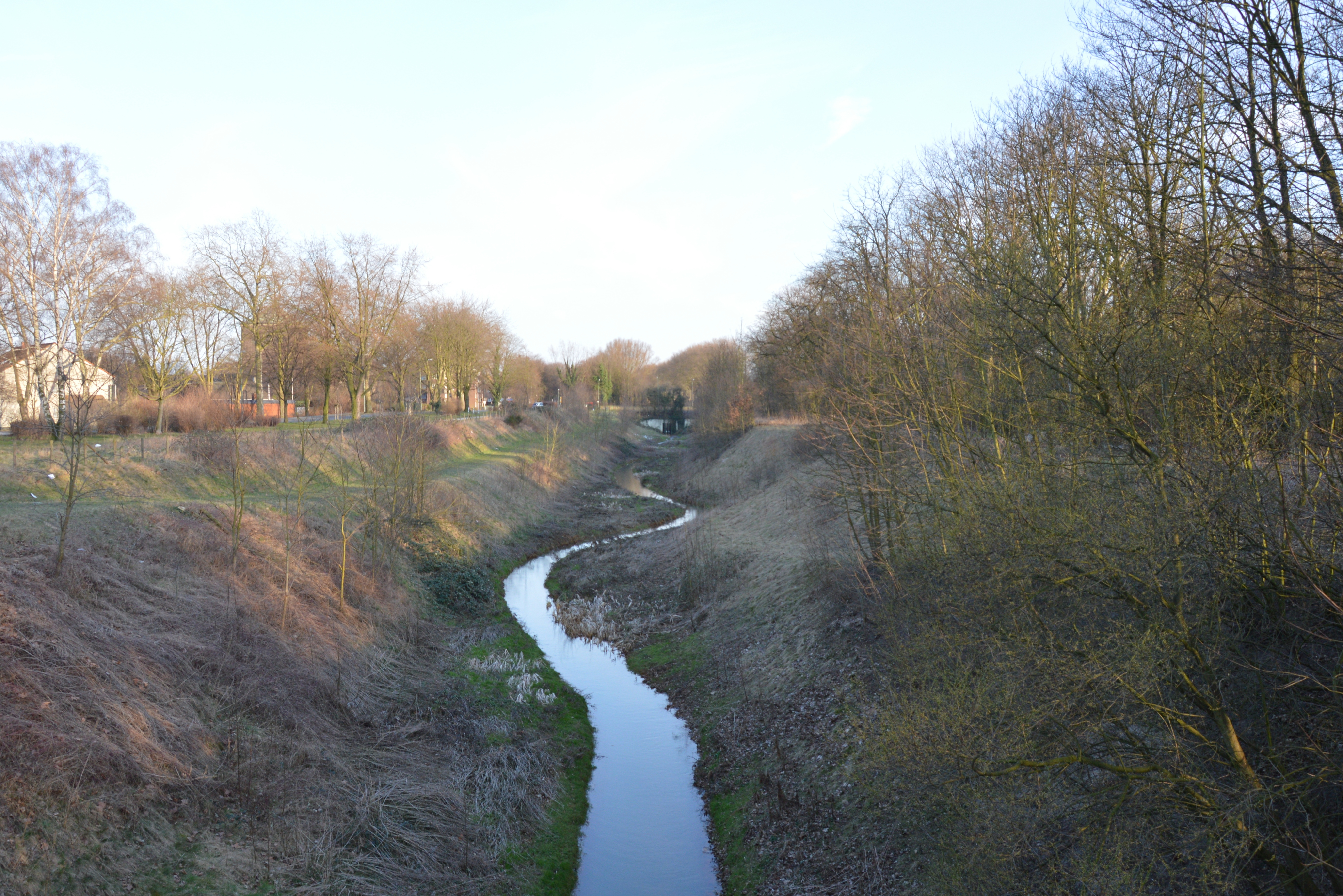

51°31′8.80″N 6°43′0.43″E / 51.5191111°N 6.7167861°E
小埃姆舍河（德語：Kleine Emscher），是德國的河流，位於該國西部，處於北萊茵-威斯特法倫州，屬於埃姆舍爾河的支流，河道全長10.3公里，流域面積35平方公里，河畔城鎮有奥伯豪森和杜伊斯堡。